# Friedrichshafen FF 63
Die Friedrichshafen FF 63 war ein deutsches, vom Flugzeugbau Friedrichshafen (FF) entworfenes Schwimmerflugzeug aus dem Ersten Weltkrieg.

## Entwicklung
Über das Flugzeug ist nicht viel bekannt. Es wurde 1918 als Reaktion auf die erfolgreichen Hansa-Brandenburg-Konstruktionen W 29 und W 33 entworfen und wie diese als Tiefdecker ausgelegt. Neu war die von FF erstmals bei einem Seeflugzeug angewandte Metallbauweise des Rumpfes, der bis zum Leitwerk aus mit Stoff bespannten Stahlrohren bestand. Es wurde ein Exemplar gebaut, dass am 13. August 1918 erstmals flog und beim Seeflugzeug-Versuchskommando (SVK) in Warnemünde getestet wurde, das aber nach der Erprobung eine Serienfertigung ablehnte. Die vergebenen Marinenummern 3197–3199 lassen vermuten, dass noch der Bau von mindestens zwei weiteren FF 63 geplant war, doch blieb es am Ende bei einem Prototyp. Eine weitere Vermutung ist, nach der Kategorisierung als CHFT-Type (zweisitziges, bewaffnetes Schwimmerflugzeug mit Funkgeber und -empfänger), die vorgesehene Ausstattung mit einem beweglichen Maschinengewehr im Beobachterstand sowie einem FT-Gerät.

## Technische Daten
| Kenngröße             | Daten                                         |
| --------------------- | --------------------------------------------- |
| Besatzung             | 2                                             |
| Antrieb               | ein wassergekühlter Sechszylinder-Reihenmotor |
| Typ                   | Benz Bz IV                                    |
| Nennleistung          | 200 PS (147 kW) bei 1400/min                  |
| effektive Leistung    | 230 PS (169 kW) in Bodennähe                  |
| Höchstgeschwindigkeit | 185 km/h                                      |
| Steigzeit             | 8 min auf 560 m                               |

Weitere Daten sind nicht bekannt.